# Mermaid Reef Marine National Nature Reserve

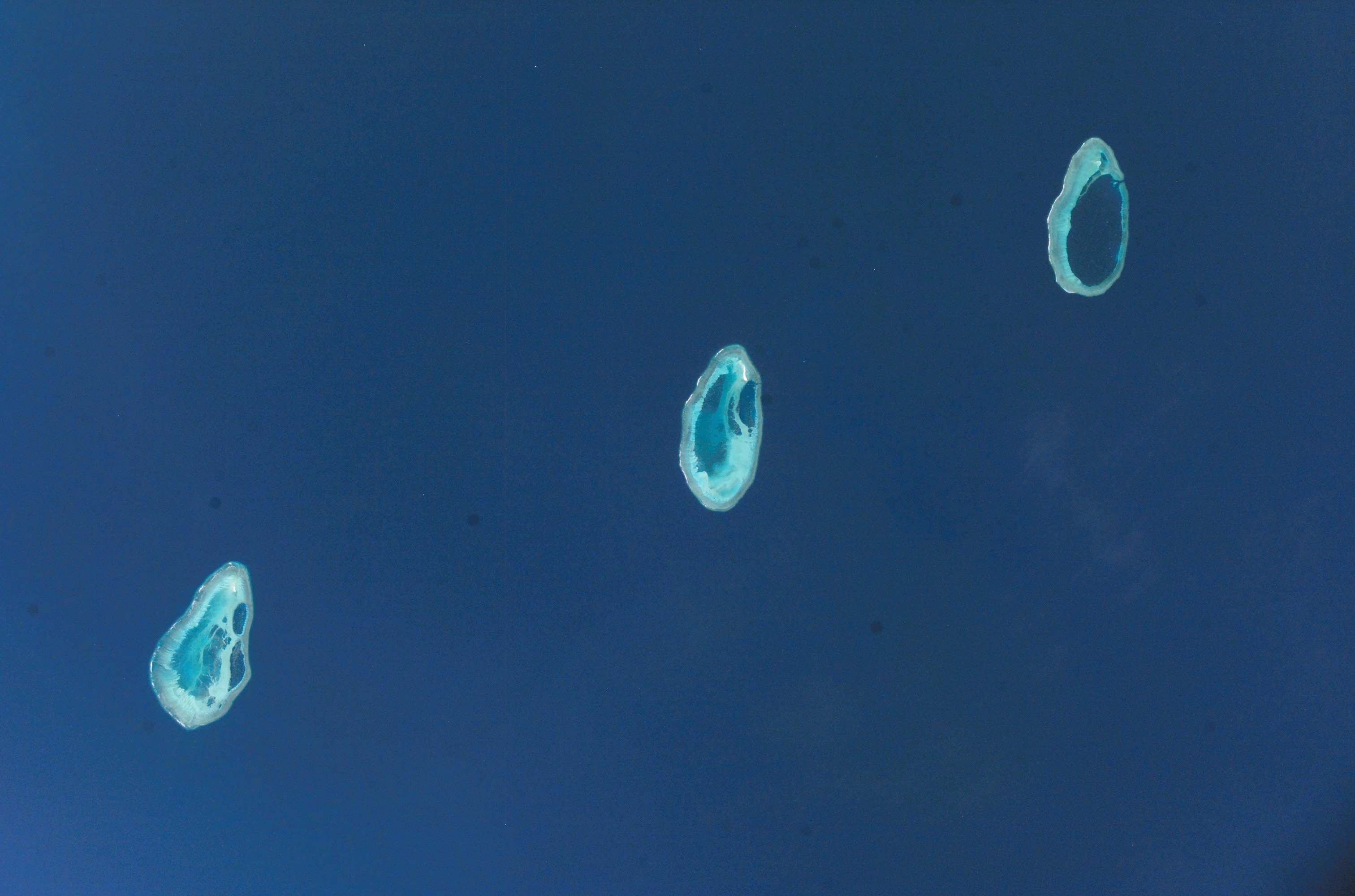
Satellitenbild der Atolle der Rowley Shoals (von rechts: Mermaid Reef, Clerke Reef und Imperieuse Reef)

Das Mermaid Reef Marine National Nature Reserve schützt die Gewässer und das Mermaid Reefs, ein Korallen-Atoll, das etwa 290 km nordwestlich von Broome in Western Australia am Ende des Kontinentalschelfs von Australien liegt. Dieses Atoll erhebt sich aus einer Tiefe von 500 m und ragt nur wenige Meter über den Meeresspiegel.
Das ovale Mermaid Reef ist das nordöstlichste der drei Atolle des Rowley Shoals mit Clerke Reef und Imperieuse Reef. Das Mermaid Reef ist in der australischen Commonwealth Heritage List gelistet.

## Geschichte
Es wird angenommen, dass die Gewässer der Rowley Shoals, einschließlich des Mermaid Reef, bis zum 18. Jahrhundert von indonesischen Fischern aufgesucht wurden. In den späteren Jahren kamen Fischer von der Roti-Insel südlich von Timor hinzu, die dieses Riff Pulau Manjariti nannten. Sie jagten nach Seegurken, Meeresschildkröten, Trochus-Schnecken und  Haifischflossen.
Heute ist das Atoll nach einem britischen 250-Tonnen-Walfängerschiff benannt, der Mermaid, die dort in den frühen 1900er Jahren sank.
Im November 1974 schlossen Australien und Indonesien ein Memorandum of Understanding, das den traditionellen indonesischen Fischern den Zugang in dieses Gebiet zwar erlaubt, allerdings die Schutzgebiete der Rowley Shoals seit 1975 ausschließt.

## Meeresschutzgebiete
Clerke und Imperieuse Reef formen den Rowley Shoals Marine Park, der durch das Department of Conservation and Land Management (CALM) von Western Australia verwaltet wird. Das Mermaid Reef Marine National Nature Reserve wird durch die Australian Nature Conservation Agency (ANCA) on Kooperation von CALM unterhalten.
Seit den späten 1970er und frühen 1980er Jahren bringen Charterboote jährlich einige hundert Tauchtouristen von Broome in das Meeresschutzgebiet.

## Atoll-Beschreibung
Das ovale Mermaid Reef ist 14,5 km lang und erreicht mit 7,6 km seine größte Breite. Der Eingang in die Lagune ist 60 m breit, maximal 20 m tief und der Tidenbub beträgt 4,5 m. Die Flut überspült alle Landmarken, bei Ebbe tritt eine große Sandbank am nördlichen Ende und einige Bänke im Westen aus dem Wasser. Diese Sandbänke sind ein wichtiger Rastplatz für 19 Vogelarten.

## Meeresfauna
In dem Meeresschutzgebiet wurden 216 Arten Steinkorallen-, 12 Weichkorallen- und 390 Fischarten gezählt. Darunter sind seltene Delfine, Thunfische, Marline und Haie, wie der Graue Riffhai, Weißspitzen-Riffhai und Silberspitzenhai.
Muscheln, Riesenmuscheln, Oktopus, Kalmare, Schnecken, Stachelhäuter (wie Seegurken, Seesterne und Seeigel) und Krebstiere (einschließlich Krabben, Hummerartige und Garnelen) kommen dort vor.
Über die Fauna der dortigen Tiefsee ist wenig bekannt, allerdings hatte eine Untersuchung zum Ergebnis, dass dort Glasschwämme und Seespinnen, Seesterne, Gorgonien und Seefedern, wie auch Schwarze Korallen, Seelilien und Haarsterne vorkommen.

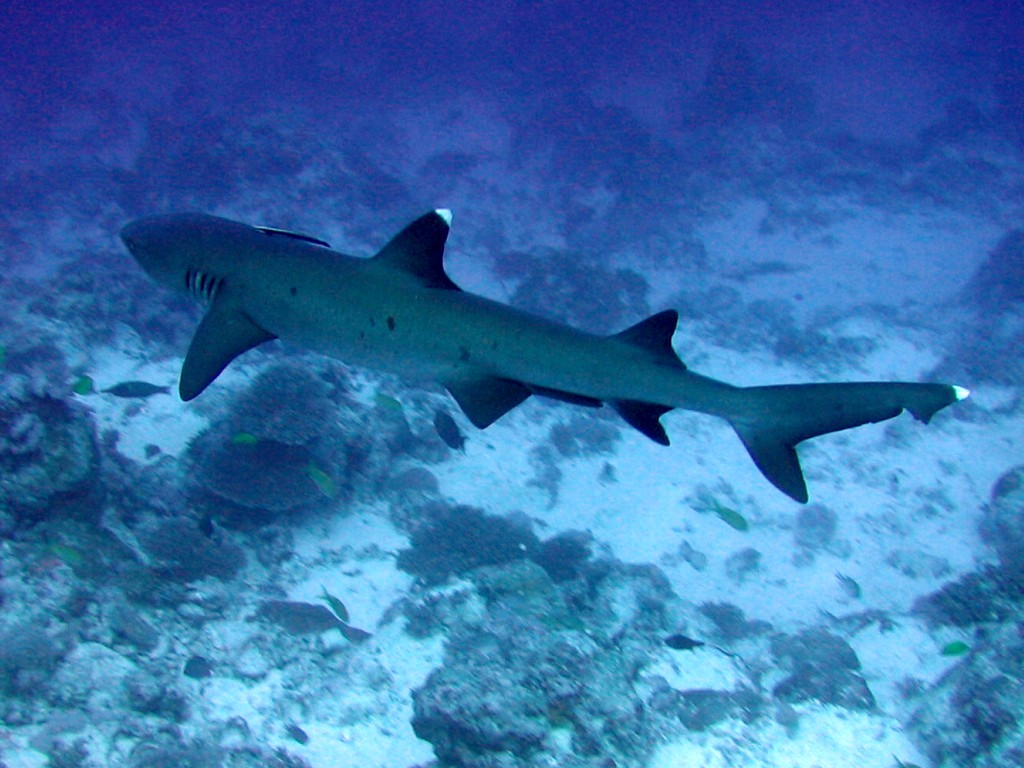
Weißspitzenhai
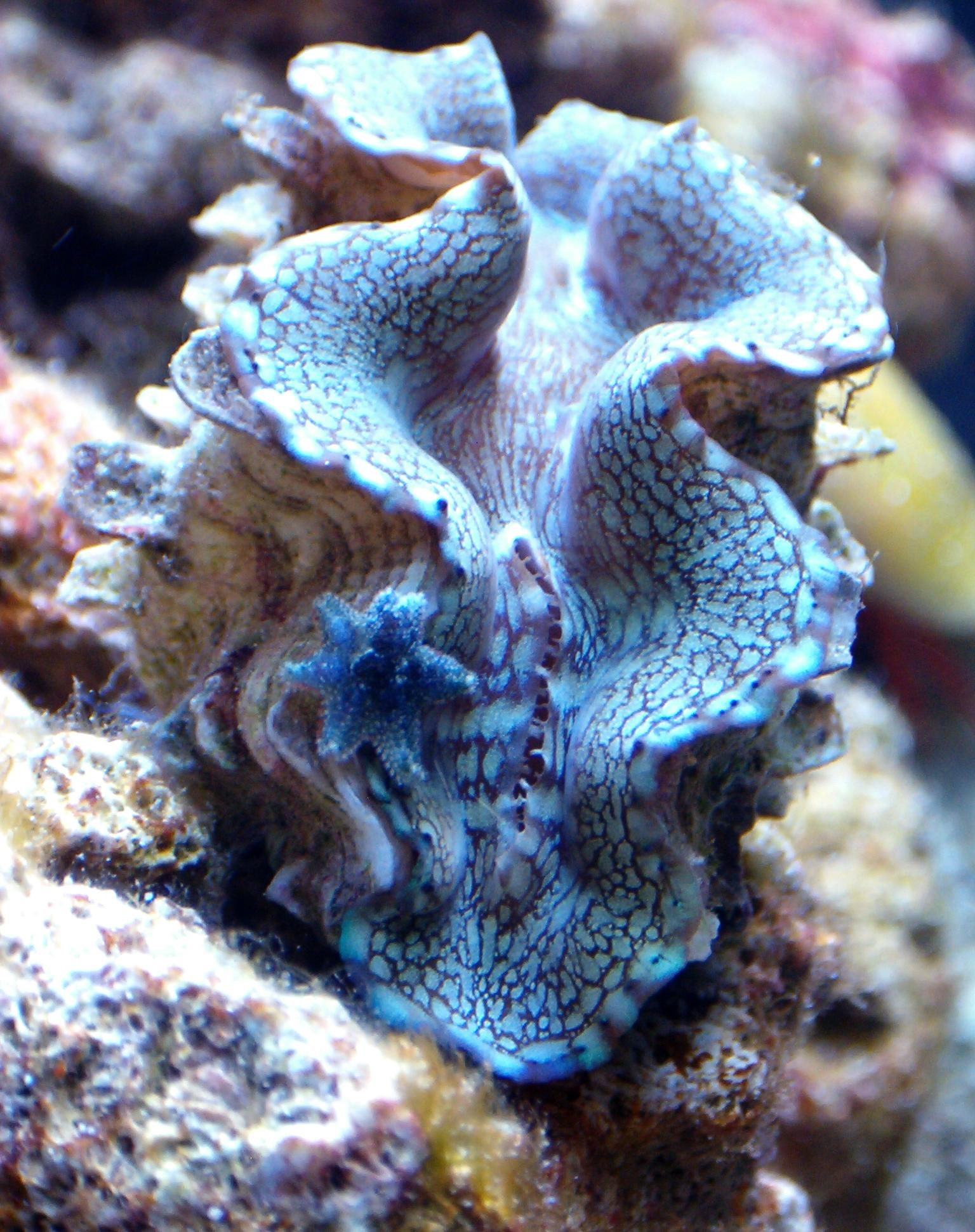
Riesenmuschel
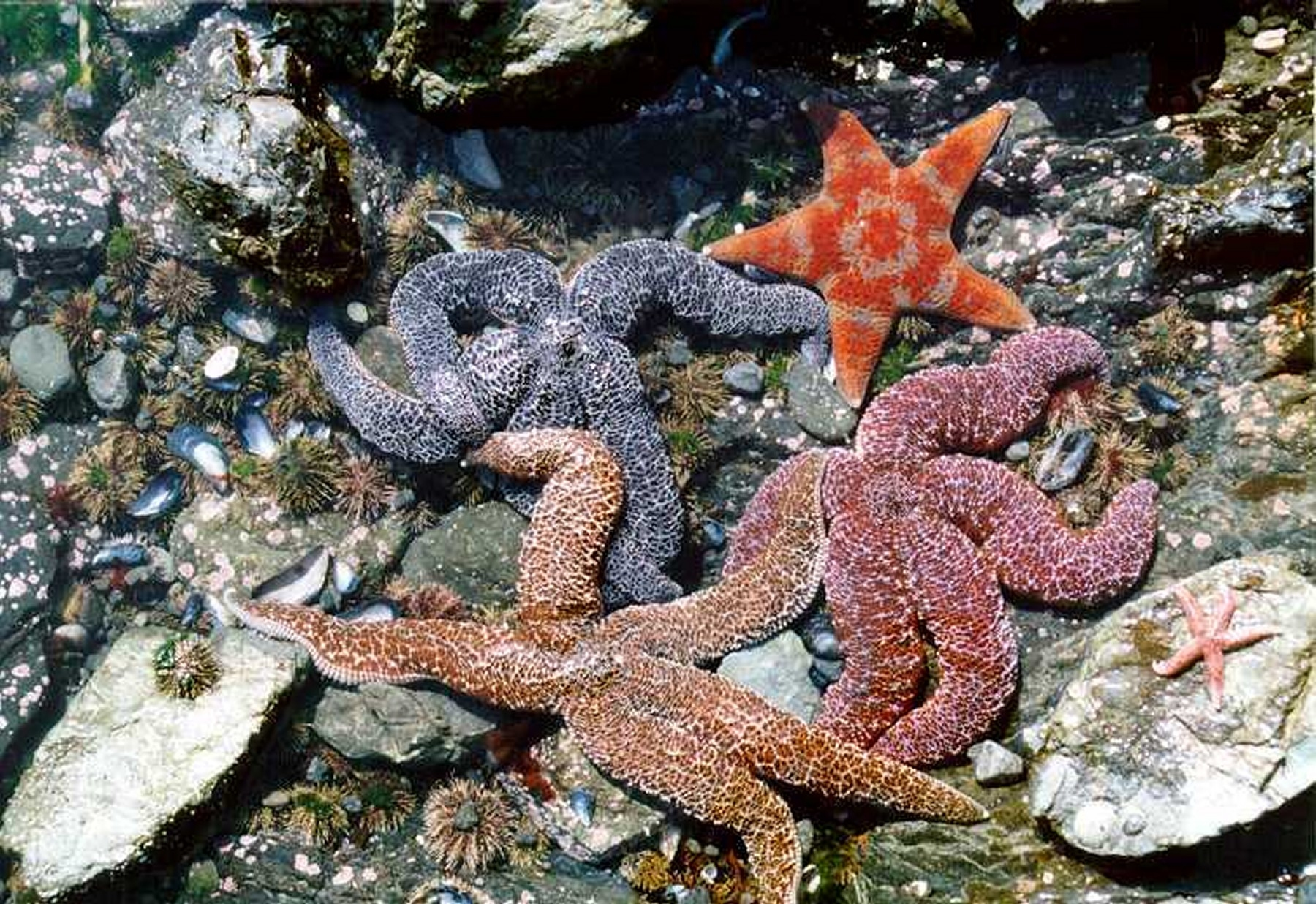
Seesterne
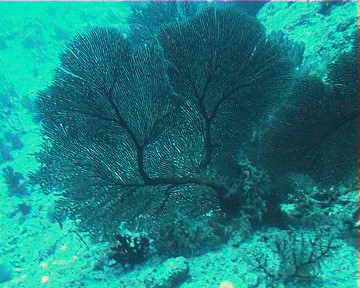
Gorgonie